# Dihydrogenfosforečnan sodný
Dihydrogenfosforečnan sodný je rozpustná sodná sůl kyseliny fosforečné. Používá se jako laxativum, jako pomocná látka ve farmacii a také, v roztoku v kombinaci s zásaditějšími sodnými solemi kyseliny fosforečné, při přípravě fosfátového pufru. Je nerozpustný v ethanolu.

Záporný logaritmus disociační konstanty kyseliny (pKa) je 6,8 – 7,20 (v závislosti na fyzikálněchemických charakteristikách při stanovení pKa). Reakce vodného roztoku (12 g/l při 25 °C) pH = 4,5.

## Příprava
Dá se připravit nejrůznějšími způsoby. V laboratoři se dá připravit například částečnou (do prvního stupně ze tří možných) neutralizací kyseliny fosforečné hydroxidem sodným:

NaOH + H3PO4 → NaH2PO4 + H2O